# کورون ونوستا
کورون ونوستا (به ایتالیایی: Curon Venosta) یک منطقهٔ مسکونی در ایتالیا است که در تیرول جنوبی واقع شده‌است.

## خصوصیات
کورون ونوستا ۲۱۰٫۵ کیلومترمربع مساحت و ۲٬۴۴۷ نفر جمعیت دارد و ۱٬۵۲۰ متر بالاتر از سطح دریا واقع شده‌است.

## خواهرخوانده
شهر هشینگن خواهرخواندهٔ کورون ونوستا هست.